# سالي هانسن
سالي هانسن (بالإنجليزية: Sally Hansen)‏ هي مخترِعة وسيدة أعمال وكاتِبة أمريكية، ولدت في 1908 في كانساس سيتي في الولايات المتحدة، وتوفيت في 16 ديسمبر 1963.